# Ritzing
Ritzing era una comuna francesa que estaba situada en el departamento de Mosela, de la región de Gran Este que el 1 de enero de 2019 pasó a formar parte de la comuna nueva de Manderen-Ritzing como comuna delegada.

## Historia
En 1812 pasó a formar parte de la comuna de Launstroff y en 1880 fue reconstituida a partir de sus antiguos territorios.

## Demografía
| Gráfica de evolución demográfica de Ritzing entre 1800 y 2016 |
|                                                               |

Los datos demográficos contemplados en este gráfico de la comuna de Ritzing se han cogido de 1800 a 1999 de la página francesa EHESS/Cassini, y los demás datos de la página del INSEE.